# Ibrahima Ly
Ibrahima Ly (1936 à Kayes – 1er février 1989) est un enseignant, un écrivain et un homme politique malien.

## Militantisme et activités politiques
Pendant le coup d’État de 1968, Ly tente de faire campagne pour l’administration du président Modibo Keïta. Il perd son emploi et part pour l'Union soviétique afin de poursuivre ses études. Après avoir obtenu un doctorat de l’Université de Leningrad en 1973, il retourne au Mali, où il retrouve son poste au Collège des enseignants. Ly poursuit ses activités politiques initiées en URSS et fait campagne contre la Constitution de 1974. Il est arrêté en juin 1974 et passe quatre ans en prison à Bamako, à Niono et à Taoudeni.
Il sort de prison en 1978. En 1980, il s’installe au Sénégal, où il travaillera comme professeur d’université et chercheur. Il continue à se présenter contre le régime du président Moussa Traoré en tant que chef du Parti malien pour la révolution et la démocratie (PMRD) et participe à la création du Front national démocratique populaire (FNDP) en 1986. Il meurt d’un cancer deux ans avant la chute du régime de Traoré.

## Œuvres littéraires
Ibrahima Ly publie son premier roman intitulé Toiles d’araignées, en 1982. Qualifié d'autofiction, ce roman décrit les pénibles conditions de détention vécues sous la dictature de Moussa Traoré, en se basant sur sa douloureuse expérience passée en prison, et constitue une épreuve aux limites de l'humain. L'auteur ne manque pas de dresser un portrait au vitriol de la société malienne, dans laquelle « l’homme est un loup pour l’homme ». Le réalisateur Ibrahima Touré en fera un film en 2011.